# Neoseiulus pseudotauricus
Neoseiulus pseudotauricus är en spindeldjursart som beskrevs av Papadoulis, Emmanouel och Kapaxidi 2009. Neoseiulus pseudotauricus ingår i släktet Neoseiulus och familjen Phytoseiidae. Inga underarter finns listade i Catalogue of Life.